# Yersinia enterocolitica
Yersinia enterocolitica (Schleifstein & Coleman 1939) Frederiksen 1964 è una specie di batterio coccobacillo gram-negativo, che provoca una zoonosi sia nell'uomo che in alcune altre specie animali quali gatti, maiali e alcuni uccelli, che possono diventare portatori sani della yersiniosi, una forma di peste che colpisce principalmente il basso tratto digerente (intestino tenue e crasso).